# Abraham Williams Calderón
Abraham Williams Calderón (n. 16 de marzo de 1894, Choluteca - 1986) ingeniero civil, militar con rango de general y político hondureño, que llegó a ser vicepresidente de la nación, presidente del Congreso Nacional de Honduras y candidato presidencial por el Partido Nacional Reformista.

## Datos personales
Abraham Williams Calderón, nació el 16 de marzo de 1894, en el Corpus, localidad de Choluteca, en la república de Honduras; fue hijo del matrimonio entre el general Vicente Williams Domínguez y la señora María de Jesús Calderón Guevara. Realizó sus estudios primarios en la escuela de la localidad, seguidamente se graduó de bachillerato en el Instituto La Concepción. Después viajó a realizar estudios superiores en la Chauncey Hall School de Boston, Massachusetts; seguidamente continuó su secundaria en el Instituto Tecnológico de Massachusetts en 1919, después ingreso a la Union University of Schenectady, de Nueva York en 1921, donde obtuvo su título de ingeniero. De una relación anterior con Eudomia Quiroz, nació su primer hijo Erasmo Williams Quiroz y de otra con Petrona Lanza Ochoa, nacería Gladis Petrona Lanza (1942-2016). Contrajo matrimonio con Bertilia Agasse Molina, con quien procreó los siguientes hijos: Carlos, María, Vicente y Emilio de apellidos Williams Agasse.

## Vida
Entre 1918 y 1920 Abraham laboro siendo asistente de la N.Y.C.R.R. (New York City Rail Road) en Nueva York. Seguidamente por los años 1921 y 1923 realizó trabajos privados de su práctica de ingeniería en los Estados Unidos de América. Regreso a Honduras y coloco su residencia en la ciudad de Choluteca, su inclinación política le llevó a ser miembro del conservador y joven Partido Nacional, después fue nombrado gobernador político departamental de Choluteca entre los años 1924 durante el gobierno de Miguel Paz Barahona, luego en 1925 fue Comandante de armas de Choluteca en 1925 y seguidamente en 1925 y 1927 fue nombrado como Gerente de los Puertos de Amapala y luego en La Ceiba.
Abraham Williams recibiría su segundo título de comandante de nave, en la guerra sucedida en 1928. Entre 1930 es electo diputado en el Congreso Nacional y en fecha 14 de diciembre de 1932 es elegido Presidente extraordinario del Congreso Nacional de Honduras. Luego de los sucesos bélicos en las guerras intestinas, se veía nuevos horizontes en el país y es cuando en 1932, Abraham es elegido vicepresidente de gobierno en las elecciones ganadas por el candidato nacionalista doctor y general Tiburcio Carias Andino, el acto de posesión fue un 1 de febrero de 1933, consecutivamente fuera nombrado ministro de Gobernación y Justicia y después ministro del Interior. Abraham Williams Calderón fue vicepresidente de Honduras desde 1933 hasta 1949, junto a la fórmula (Carias-Williams) estacionándose en el poder en forma de dictadura y con la venía de los Estados Unidos de América, hasta mediados del siglo XX, durante esos tiempos el gobierno obtuvo muchos enemigos, como lo fueron los levantamientos en armas de los generales José María Reina, José María Fonseca, Justo Umaña, Blas Domínguez y otros militares afines al Partido Liberal, pero fueron sometidos, como asimismo el envío al exilio de personalidades de la oposición política y otras muchas personas desaparecidas.

## Partido Nacional Reformista
Una vez terminada la dictadura de Carías Andino en 1949, las elecciones marcaron tendencia conservadora de nuevo al ganar las elecciones el doctor Juan Manuel Gálvez quien fuera ministro de Guerra y Marina en el anterior gobierno de Carias. Es cuando sucede una separación dentro de las filas del Partido Nacional de Honduras y el disidente ingeniero Abraham Williams, junto a Alejandro López Cantarero, Céleo Murillo Soto, César Cabrera, Jesús Medina Alvarado, Lem Macnab, Manuel J. Fajardo, Manuel Luna Mejía, Marco Tulio Burgos, Rafael Tercero y Ramón Medina Cueva, fundan el Partido político “Movimiento Nacional Revolucionario” para competir con sus rivales liberales y nacionalistas, en las elecciones generales, que se llevaron a cabo el 10 de octubre de 1954. El MNR se presentaba como una solución para los trabajadores de las babaneras del norte de Honduras, así mismo se mostró conciliador cuando estos obreros realizaron la "Gran Huelga Nacional de 1954" iniciada un 3 de mayo, en su pliego de conciliación el MNR planteaba darle mayor prioridad a La Lima sede de la transnacional Tela Railroad Company. 
La mayoría de votos fue del candidato del Partido Liberal, aunque según el Decreto n.º 30, debía de sortearse la suerte del ganador mediante los votos del Congreso donde obtuvo amplia mayoría el candidato del Partido Nacional y se escogió no a su candidato Tiburcio Carías Andino sino al del vicepresidente y líder del Partido Unión Nacional, contador Julio Lozano Díaz una vez tomado el poder en 1955, fue depuesto en un golpe de Estado sucedido al año siguiente, por un Triunvirato militar de las Fuerzas Armadas de Honduras, quienes citaron a elecciones presidenciales para septiembre de 1957, donde acudieron aproximadamente 260.000 de los más de 400 mil votantes a las urnas para elegir nuevo presidente. El doctor Ramón Villeda Morales candidato del Partido Liberal de Honduras ganó una pluralidad de gran tamaño con 121.213 votos, mientras el doctor y General Tiburcio Carías Andino candidato del Partido Nacional de Honduras recibió 77.041 votos; y el otro candidato el ingeniero Abraham Williams Calderón se llevó a 53.041 votos.
En 1957, durante la presidencia del doctor Ramón Villeda Morales, el ingeniero y general Abraham Williams participó en el Congreso Nacional como diputado por el departamento de Choluteca. No volvió a presentar candidatura alguna durante estuvo en la política, al retirarse a su Choluteca natal, fallecería en fecha 14 de marzo de 1986.

### Membrecías
- Asociación de Ingenieros de Honduras
- Asociación de Ingenieros Militares de América
- Casino de Choluteca.
- Country Club de Tegucigalpa.
- National Geographic Society
- Lion’s International Club
- Partido Nacional de Honduras

### Ascendencia
Bosquejo del árbol genealógico de la ascendencia de Abraham Williams Calderón. 
|  |                                                                           |  |  |  |  |  |  |  |  |  |  |  |  |  |  |  |
|  | 8. Richard Williams Gales                                                 |  |  |  |  |  |  |  |  |  |  |  |  |  |  |  |
|  |                                                                           |  |  |  |  |  |  |  |  |  |  |  |  |  |  |  |
|  |                                                                           |  |  |  |  |  |  |  |  |  |  |  |  |  |  |  |
|  | 4. David Williams Hinckel Gales                                           |  |  |  |  |  |  |  |  |  |  |  |  |  |  |  |
|  |                                                                           |  |  |  |  |  |  |  |  |  |  |  |  |  |  |  |
|  |                                                                           |  |  |  |  |  |  |  |  |  |  |  |  |  |  |  |
|  | 9. Mary Hinckel Gales                                                     |  |  |  |  |  |  |  |  |  |  |  |  |  |  |  |
|  |                                                                           |  |  |  |  |  |  |  |  |  |  |  |  |  |  |  |
|  |                                                                           |  |  |  |  |  |  |  |  |  |  |  |  |  |  |  |
|  | 2. Vicente Williams Domínguez (*6 de enero de 1845 - †6 de enero de 1894) |  |  |  |  |  |  |  |  |  |  |  |  |  |  |  |
|  |                                                                           |  |  |  |  |  |  |  |  |  |  |  |  |  |  |  |
|  |                                                                           |  |  |  |  |  |  |  |  |  |  |  |  |  |  |  |
|  | 10. Vicente Domínguez México                                              |  |  |  |  |  |  |  |  |  |  |  |  |  |  |  |
|  |                                                                           |  |  |  |  |  |  |  |  |  |  |  |  |  |  |  |
|  |                                                                           |  |  |  |  |  |  |  |  |  |  |  |  |  |  |  |
|  | 5. María Josefa Domínguez Alegría                                         |  |  |  |  |  |  |  |  |  |  |  |  |  |  |  |
|  |                                                                           |  |  |  |  |  |  |  |  |  |  |  |  |  |  |  |
|  |                                                                           |  |  |  |  |  |  |  |  |  |  |  |  |  |  |  |
|  | 11. Gertrudis Alegría Alvarado                                            |  |  |  |  |  |  |  |  |  |  |  |  |  |  |  |
|  |                                                                           |  |  |  |  |  |  |  |  |  |  |  |  |  |  |  |
|  |                                                                           |  |  |  |  |  |  |  |  |  |  |  |  |  |  |  |
|  | 1. Abraham Williams Calderón                                              |  |  |  |  |  |  |  |  |  |  |  |  |  |  |  |
|  |                                                                           |  |  |  |  |  |  |  |  |  |  |  |  |  |  |  |
|  |                                                                           |  |  |  |  |  |  |  |  |  |  |  |  |  |  |  |
|  | 6. José Antonio Calderón Costa Rica                                       |  |  |  |  |  |  |  |  |  |  |  |  |  |  |  |
|  |                                                                           |  |  |  |  |  |  |  |  |  |  |  |  |  |  |  |
|  |                                                                           |  |  |  |  |  |  |  |  |  |  |  |  |  |  |  |
|  | 3. María de Jesús Calderón Guevara                                        |  |  |  |  |  |  |  |  |  |  |  |  |  |  |  |
|  |                                                                           |  |  |  |  |  |  |  |  |  |  |  |  |  |  |  |
|  |                                                                           |  |  |  |  |  |  |  |  |  |  |  |  |  |  |  |
|  | 7. Juana Leonor Guevara                                                   |  |  |  |  |  |  |  |  |  |  |  |  |  |  |  |
|  |                                                                           |  |  |  |  |  |  |  |  |  |  |  |  |  |  |  |
|  |                                                                           |  |  |  |  |  |  |  |  |  |  |  |  |  |  |  |